# Zhang Daoling
Zhang Daoling (ur. 34? w Pei w prow. Jiangsu, zm. 156 w Hanzhong) – chiński filozof religijny. Zasłynął jako twórca taoizmu religijnego. Uważa się go za jednego z prawdopodobnych autorów Xiang’er (想尔), komentarza do Daodejing.
Zhang Daoling żył i działał w prowincji Syczuan. Tradycja uważa go za potomka Zhang Lianga. Zgodnie z legendą w 142 roku miał otrzymać objawienie od Taishang Laojuna (ubóstwionego Laozi), który przekazał mu swoje nauki i nadał rangę Niebiańskiego Mistrza (天師, Tianshi).
Na skutek otrzymanego objawienia Zhang założył Szkołę Niebiańskich Mistrzów (天師道, Tianshi dao), pierwszą szkołę taoizmu religijnego. Jej wyznawcy podzieleni byli na jednostki terytorialne z własnymi naczelnikami. Każda rodzina musiała płacić roczny podatek w wysokości pięciu miar ryżu, od którego pochodzi inna nazwa szkoły – Szkoła Pięciu Miar Ryżu (五斗米道, Wudoumi dao).
Wyznawcy taoizmu wierzą, że Zhang Daoling nie umarł, lecz wstąpił do nieba i stał się jednym z nieśmiertelnych.